# كوماري
كوماري هي ممثلة هندية (وحملت سابقاً جنسية الراج البريطاني)، ولدت في 1921 في الهند، وتوفيت بنفس المكان في 3 مارس 2008.